# Cleveland Heights
Cleveland Heights – miasto w Stanach Zjednoczonych, w stanie Ohio, w hrabstwie Cuyahoga.